# Коммандо 6 (Конго)
Коммандо 6 (англ. 6 Commando) — подразделение европеоидных наёмников периода Конголезского кризиса 1960-х. От известного военного авантюриста Боба Денара бойцы отряда получили прозвище «les affreux», то есть «ужасные».

## Отряд
Изначально в группу вошли иностранные боевики из Франции, Бельгии и Италии, которые не попали в «Коммандо 5». Первым командиром отряда стал подполковник Ламулин, действующий офицер бельгийской армии. Позже на его место пришёл Боб Денар.
Подразделение, общей численностью 550 человек, было разбито на так называемые «шоки» (фр. choc). По размерам они соответствовали ротам. Всего таких формирований было пять: в Лебо дислоцировался 1-й «шок» майора Карла Кука (убит 1 августа 1967 г.), в Стэнливиле — 2-й капитана Кристиана Лабудига, в Панге — 3-й майора Юбера Пинатона, в Акети — 4-й капитана Фожера (11 июля 1967 г. ранен и эвакуирован в Анголу), в Увире — 5-й майора Роберта «Боба» Ноддина.
Также как и в «Коммандо 5», дисциплина в «Коммандо 6» оставляла желать лучшего.

## Боевой путь
Силы «Коммандо 6» сражались на стороне Конголезской национальной армии, плотно взаимодействую с катангскими подразделениями правительственных войск и бельгийскими интервентами.
Первой миссией отряда стало наведение порядка в городе Стэнливиль, с чем наёмники успешно справились. После большую часть «Коммандо 6» отправили на усиление двадцати шести гарнизонов конголезской армии, разбросанных по всему северу и востоку страны. Так, испанские наёмники (порядка 100 человек) взяли под охрану границу с ЦАР, в то время как французы и бельгийцы базировались под Стэнливилем. Из-за этой фрагментации группа не смогла получить репутацию эффективной боевой силы, равной «Коммандо 5».
В 1967 году, когда наёмники совершили вооружённое восстание в Стэнливиле, власти страны расформировали подразделение.